# Castétis
Castétis [kastetis] est une commune française, située dans le département des Pyrénées-Atlantiques en région Nouvelle-Aquitaine.
Le gentilé est Castétisien.

## Géographie

### Localisation
La commune de Castétis se trouve dans le département des Pyrénées-Atlantiques, en région Nouvelle-Aquitaine.
Elle se situe à 42 km par la route de Pau, préfecture du département, et à 15 km d'Artix, bureau centralisateur du canton d'Artix et Pays de Soubestre dont dépend la commune depuis 2015 pour les élections départementales.
La commune fait en outre partie du bassin de vie d'Orthez.
Les communes les plus proches sont :
Sarpourenx (1,3 km), Biron (1,9 km), Balansun (2,8 km), Argagnon (2,9 km), Maslacq (3,5 km), Castetner (3,8 km), Orthez (5,1 km), Laà-Mondrans (5,2 km).
Sur le plan historique et culturel, Castétis fait partie de la province du Béarn, qui fut également un État et qui présente une unité historique et culturelle à laquelle s’oppose une diversité frappante de paysages au relief tourmenté.

### Communes limitrophes
Les communes limitrophes sont  Argagnon, Balansun, Biron, Orthez et Sarpourenx.
|        |            | Balansun |
| Orthez | Castétis   |          |
| Biron  | Sarpourenx | Argagnon |

### Hydrographie

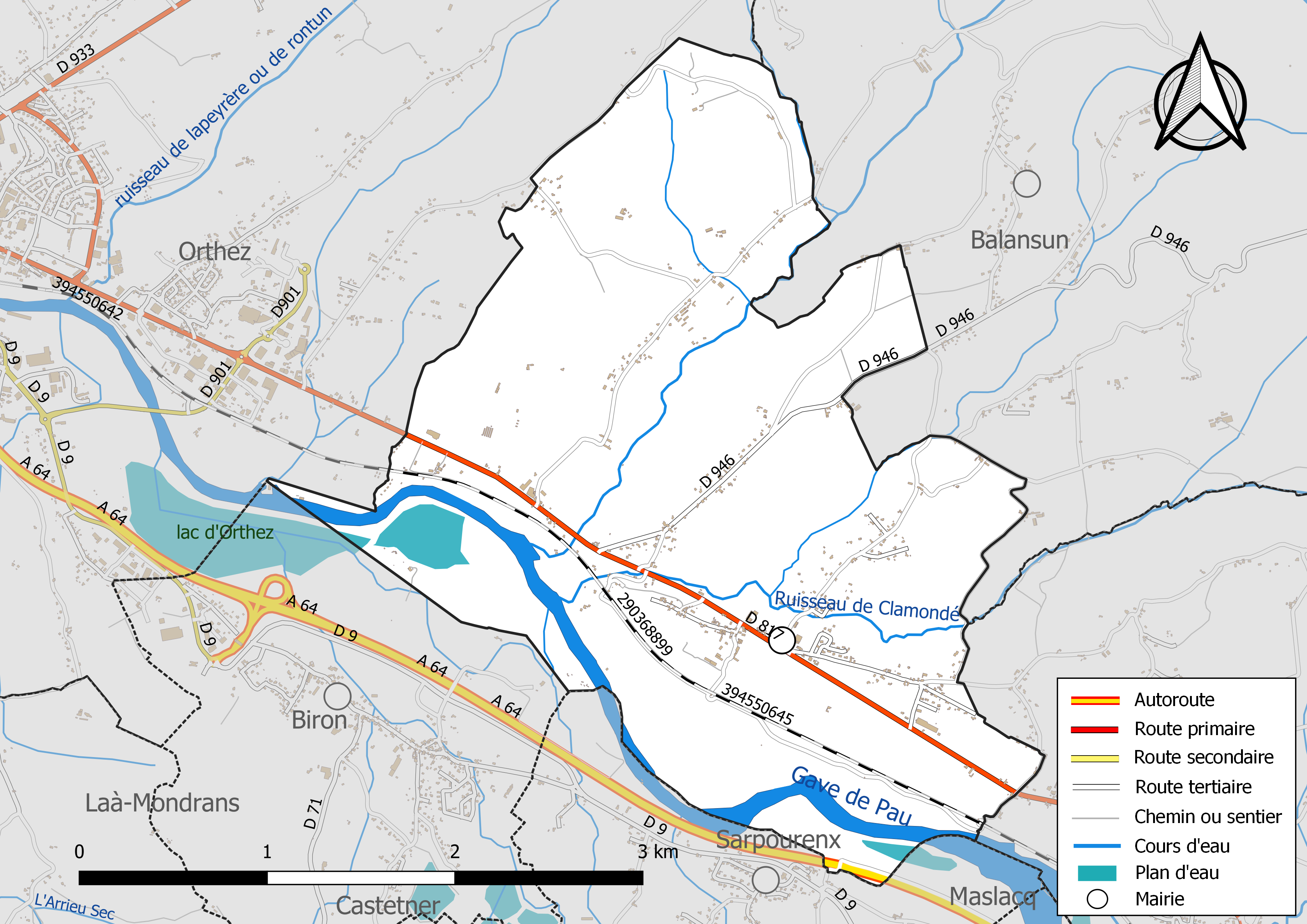
Réseaux hydrographique et routier de Castétis.

La commune est drainée par le gave de Pau, le ruisseau de Clamondé et par divers petits cours d'eau, constituant un réseau hydrographique de 12 km de longueur totale,.
Le gave de Pau, d'une longueur totale de 192,8 km, prend sa source dans la commune de Gavarnie-Gèdre et s'écoule du sud-est vers le nord-ouest. Il traverse la commune et se jette dans l'Adour à Saint-Laurent-de-Gosse, après avoir traversé 88 communes.

### Climat
Pour des articles plus généraux, voir Climat de la Nouvelle-Aquitaine et Climat des Pyrénées-Atlantiques.
Historiquement, la commune est dans une zone de transition entre les climats océaniques aquitain et basque.
En 2020, Météo-France publie une typologie des climats de la France métropolitaine dans laquelle la commune est exposée à un climat de montagne et est dans la région climatique Pyrénées atlantiques, caractérisée par une pluviométrie élevée (>1 200 mm/an) en toutes saisons, des hivers très doux (7,5 °C en plaine) et des vents faibles.
Pour la période 1971-2000, la température annuelle moyenne est de 13,5 °C, avec une amplitude thermique annuelle de 14 °C. Le cumul annuel moyen de précipitations est de 1 169 mm, avec 11,8 jours de précipitations en janvier et 7,8 jours en juillet. Pour la période 1991-2020, la température moyenne annuelle observée sur la station météorologique la plus proche, située sur la commune d'Orthez à 5 km à vol d'oiseau, est de 14,1 °C et le cumul annuel moyen de précipitations est de 1 211,5 mm,. Pour l'avenir, les paramètres climatiques de la commune estimés pour 2050 selon différents scénarios d’émission de gaz à effet de serre sont consultables sur un site dédié publié par Météo-France en novembre 2022.

### Milieux naturels et biodiversité

#### Réseau Natura 2000
Le réseau Natura 2000 est un réseau écologique européen de sites naturels d'intérêt écologique élaboré à partir des Directives « Habitats » et « Oiseaux », constitué de zones spéciales de conservation (ZSC) et de zones de protection spéciale (ZPS).
Un site Natura 2000 a été défini sur la commune au titre de la « directive Habitats » : le « gave de Pau », d'une superficie de 8 194 ha, un vaste réseau hydrographique avec un système de saligues encore vivace,.

#### Zones naturelles d'intérêt écologique, faunistique et floristique
L’inventaire des zones naturelles d'intérêt écologique, faunistique et floristique (ZNIEFF) a pour objectif de réaliser une couverture des zones les plus intéressantes sur le plan écologique, essentiellement dans la perspective d’améliorer la connaissance du patrimoine naturel national et de fournir aux différents décideurs un outil d’aide à la prise en compte de l’environnement dans l’aménagement du territoire.
Une ZNIEFF de type 2 est recensée sur la commune, : 
le « réseau hydrographique du gave de Pau et ses annexes hydrauliques » (3 000,84 ha), couvrant 71 communes dont 10 dans les Landes, 59 dans les Pyrénées-Atlantiques et 2 dans les Hautes-Pyrénées.

## Urbanisme

### Typologie
Au 1er janvier 2024, Castétis est catégorisée commune rurale à habitat dispersé, selon la nouvelle grille communale de densité à sept niveaux définie par l'Insee en 2022.
Elle appartient à l'unité urbaine d'Orthez, une agglomération intra-départementale regroupant cinq  communes, dont elle est une commune de la banlieue,,. Par ailleurs la commune fait partie de l'aire d'attraction d'Orthez, dont elle est une commune de la couronne,. Cette aire, qui regroupe 26 communes, est catégorisée dans les aires de moins de 50 000 habitants,.

### Occupation des sols

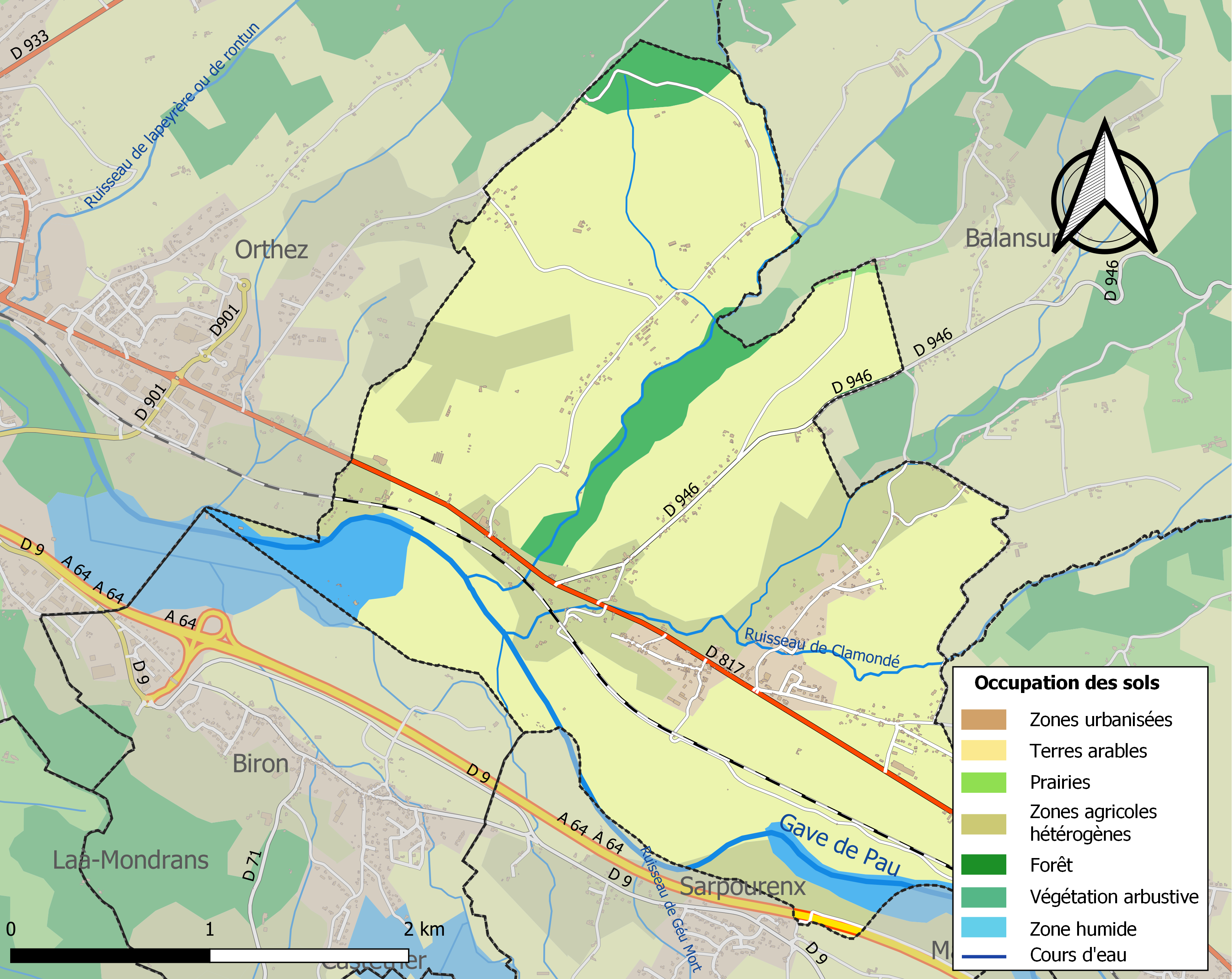
Carte des infrastructures et de l'occupation des sols de la commune en 2018 (CLC).

L'occupation des sols de la commune, telle qu'elle ressort de la base de données européenne d’occupation biophysique des sols Corine Land Cover (CLC), est marquée par l'importance des territoires agricoles (86,5 % en 2018), en diminution par rapport à 1990 (89,3 %). La répartition détaillée en 2018 est la suivante :
terres arables (71,9 %), zones agricoles hétérogènes (14,5 %), forêts (5,1 %), zones urbanisées (4,2 %), eaux continentales (4,2 %), prairies (0,1 %). L'évolution de l’occupation des sols de la commune et de ses infrastructures peut être observée sur les différentes représentations cartographiques du territoire : la carte de Cassini (XVIIIe siècle), la carte d'état-major (1820-1866) et les cartes ou photos aériennes de l'IGN pour la période actuelle (1950 à aujourd'hui).

### Lieux-dits et hameaux
La commune de Castétis se décompose en cinq quartiers :
- Lacarrère (bourg historique)
- Lamarcade
- Clamondé (bourg actuel)
- Luchou-Lafleur
- Noarrieu

Autres lieux-dits :
- Baradat

### Voies de communications et transports
La commune est desservie par le réseau d'autocars interurbains des Pyrénées-Atlantiques :
- Pau — Rue Mathieu Lalanne ⥋ Orthez — Gare SNCF

### Risques majeurs
Le territoire de la commune de Castétis est vulnérable à différents aléas naturels : météorologiques (tempête, orage, neige, grand froid, canicule ou sécheresse), inondations et séisme (sismicité modérée). Il est également exposé à un risque technologique, le transport de matières dangereuses. Un site publié par le BRGM permet d'évaluer simplement et rapidement les risques d'un bien localisé soit par son adresse soit par le numéro de sa parcelle.

#### Risques naturels
Certaines parties du territoire communal sont susceptibles d’être affectées par le risque d’inondation par une crue à  débordement lent de cours d'eau, notamment le gave de Pau. La commune a été reconnue en état de catastrophe naturelle au titre des dommages causés par les inondations et coulées de boue survenues en 1982, 1983, 1991, 1992, 2009, 2013, 2014 et 2018,.

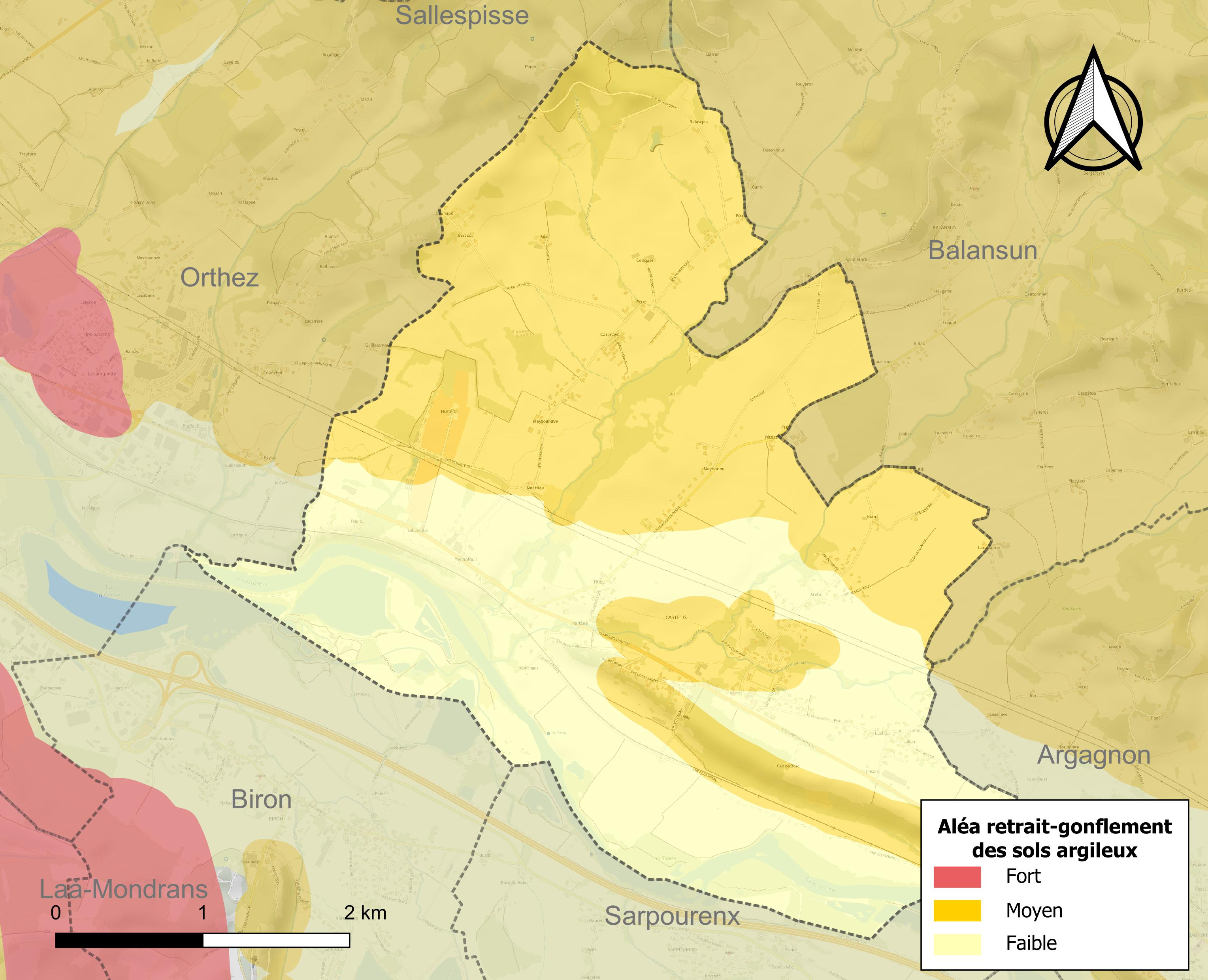
Carte des zones d'aléa retrait-gonflement des sols argileux de Castétis.

Le retrait-gonflement des sols argileux est susceptible d'engendrer des dommages importants aux bâtiments en cas d’alternance de périodes de sécheresse et de pluie. 57,8 % de la superficie communale est en aléa moyen ou fort (59 % au niveau départemental et 48,5 % au niveau national). Depuis le 1er octobre 2020, en application de la loi ELAN, différentes contraintes s'imposent aux vendeurs, maîtres d'ouvrages ou constructeurs de biens situés dans une zone classée en aléa moyen ou fort,.
Concernant les mouvements de terrains, la commune a été reconnue en état de catastrophe naturelle au titre des dommages causés par la sécheresse en 1990 et par des mouvements de terrain en 1983.

## Toponymie
Le toponyme Castétis apparaît sous les formes de :
- Castetiis (1304, titres de Béarn[34]),
- Casteg-Tiis (1344, notaires de Pardies[35]),
- Castethiis (1369, titres de Béarn[34]),
- Casteg-Thiis (1385, censier de Béarn[36]),
- Castetys (1399, contrats de Gots[37]), et
- Castetins (1675, réformation de Béarn[38]).

Dans les années 1300, le nom du village s’écrivait : Castétiis ou Casteig-Thiis.
Certains historiens se référant au latin (les Romains avaient fortement marqués leurs siècles d’occupation) voudraient que cette appellation signifie : limite frontière (château limité).

Aux environs du Xe siècle, Castétis appartenait à la Vicomté de Béarn, tandis qu’Orthez était comprise dans celle de Dax.
Cette hypothèse pourrait être vraisemblable, car, par exemple : les lieux de Castetner, Castetbon, Castetnau (vers Navarrenx) pourraient eux aussi constituer des points forts à la limite des deux Vicomtés.
Baradat est une ferme de la commune, citée en 1863, par le dictionnaire topographique Béarn-Pays basque.

## Histoire
Paul Raymond note que la commune comptait une abbaye laïque, vassale de la vicomté de Béarn.
Le village dépendait de la commanderie de Caubin et Morlaàs de l'ordre de Saint-Jean de Jérusalem, et comptait 68 feux en 1385.
Castétis était le chef-lieu d'une notairie, composée d'Arance, Argagnon, Artix, Audéjos (Arthez-de-Béarn), Balansun, Gouze, Lacq, Lendresse, Mont, Plassis (Balansun) et Serres-Sainte-Marie.
La seigneurie de Candau fut érigée en baronnie en 1652 (avec Plassis et Bellegarde), puis en marquisat en 1718 (avec Vauzé et Lanneplin) pour M. de Nays, conseiller au parlement de Navarre.

## Politique et administration

### Rattachements administratifs et électoraux
La commune se trouve depuis 1926 dans l'arrondissement de Pau du département des Pyrénées-Atlantiques. Pour l'élection des députés, elle fait partie depuis 1988 de la troisième circonscription des Pyrénées-Atlantiques.
Elle faisait partie depuis 1793 du canton d'Orthez.
Dans le cadre du redécoupage cantonal de 2014 en France, la commune est intgrée au Canton d'Artix et Pays de Soubestre, qui n'est plus qu'une circonscription électorale.

### Intercommunalité
La commune était membre de la communauté de communes du canton d'Orthez, créée en 1996.
Celle-ci a fusionné avec ses voisines pour former, le 1er janvier 2014, la communauté de communes de Lacq-Orthez dont est désormais membre la commune.

### Liste des maires
| Période                                  | Période                    | Identité         | Étiquette | Qualité                                                                       |
| ---------------------------------------- | -------------------------- | ---------------- | --------- | ----------------------------------------------------------------------------- |
| Les données manquantes sont à compléter. |                            |                  |           |                                                                               |
| 1935                                     | 1939                       | Alfred Laherrère |           |                                                                               |
| 1939                                     | 1940                       | Jean Vignolles   |           |                                                                               |
| 1940                                     | 1947                       | Célestin Coubluc |           |                                                                               |
| 1947                                     | 1953                       | Emile Hitte      |           |                                                                               |
| mai 1953                                 | mars 1971                  | Paul Lamarque    |           |                                                                               |
| mars 1971                                | mars 2001                  | Guy Crabos       |           |                                                                               |
| Les données manquantes sont à compléter. |                            |                  |           |                                                                               |
| mars 2004                                | septembre 2010             | Francis Laborde  |           | Démissionnaire                                                                |
| septembre 2010                           | En cours (au 06 juin 2022) | Henri Poustis    |           | Vice-président de la CC Lacq-Orthez (2014 → ) Réélu pour le mandat 2020-2026, |

## Population et société

### Démographie
L'évolution du nombre d'habitants est connue à travers les recensements de la population effectués dans la commune depuis 1793. Pour les communes de moins de 10 000 habitants, une enquête de recensement portant sur toute la population est réalisée tous les cinq ans, les populations de référence des années intermédiaires étant quant à elles estimées par interpolation ou extrapolation. Pour la commune, le premier recensement exhaustif entrant dans le cadre du nouveau dispositif a été réalisé en 2008.

En 2022, la commune comptait 644 habitants, en évolution de +4,38 % par rapport à 2016 (Pyrénées-Atlantiques : +3,78 %, France hors Mayotte : +2,11 %).
| 1793 | 1800 | 1806 | 1821 | 1831 | 1836 | 1841 | 1846 | 1851 |
| ---- | ---- | ---- | ---- | ---- | ---- | ---- | ---- | ---- |
| 484  | 477  | 511  | 565  | 622  | 620  | 620  | 645  | 592  |

| 1856 | 1861 | 1866 | 1872 | 1876 | 1881 | 1886 | 1891 | 1896 |
| ---- | ---- | ---- | ---- | ---- | ---- | ---- | ---- | ---- |
| 540  | 507  | 503  | 486  | 500  | 497  | 489  | 446  | 448  |

| 1901 | 1906 | 1911 | 1921 | 1926 | 1931 | 1936 | 1946 | 1954 |
| ---- | ---- | ---- | ---- | ---- | ---- | ---- | ---- | ---- |
| 441  | 460  | 393  | 392  | 391  | 415  | 382  | 420  | 426  |

| 1962 | 1968 | 1975 | 1982 | 1990 | 1999 | 2006 | 2008 | 2013 |
| ---- | ---- | ---- | ---- | ---- | ---- | ---- | ---- | ---- |
| 490  | 510  | 522  | 558  | 600  | 657  | 620  | 610  | 604  |

| 2018 | 2022 | - | - | - | - | - | - | - |
| ---- | ---- | - | - | - | - | - | - | - |
| 619  | 644  | - | - | - | - | - | - | - |

### Enseignement
La commune dispose d'une école primaire publique dépendant du (regroupement pédagogique intercommunal Castétis-Balansun-Argagnon). Un autre école, privée (école Sainte-Marie), est fermée.

### Sports
- l'Union Sportive Castétis-Gouze comporte deux sections, football et basketball[48] ;
- la Gayolle : équipe de volley ;

### Vie associative
- le club des aînés : Le Clamondé ;
- le comité des fêtes ;
- l'association de chasse ;
- la peña Los Dos
- la Ruche

### Manifestations culturelles et festivités
- Les fêtes patronales se déroulent aux alentours de la Saint Laurent le 10 août
- La kermesse se tient généralement au mois d'avril
- Un concert est organisé tous les ans depuis 1999 le 10 novembre

## Économie
L'activité est essentiellement tournée vers l'agriculture (élevage, maïs). La commune fait partiellement partie de la zone d'appellation de l'ossau-iraty.

## Culture locale et patrimoine

### Monuments et lieux

#### Monuments
- Le château de Candau, bâti en 1600 après la destruction pendant les guerres de religion qui ont frappé le Béarn de l'ancien château féodal en 1569 ;
- Le moulin de Candau[49]. Moulin à eau du XVIe siècle, il a été le moulin banal jusqu'à la révolution, propriété de la famille de Nays Candau jusqu'en 1889, acquis par la famille Forsans, meuniers depuis 1709, il est actuellement restauré et peut être visité du 1er juin au 30 septembre.

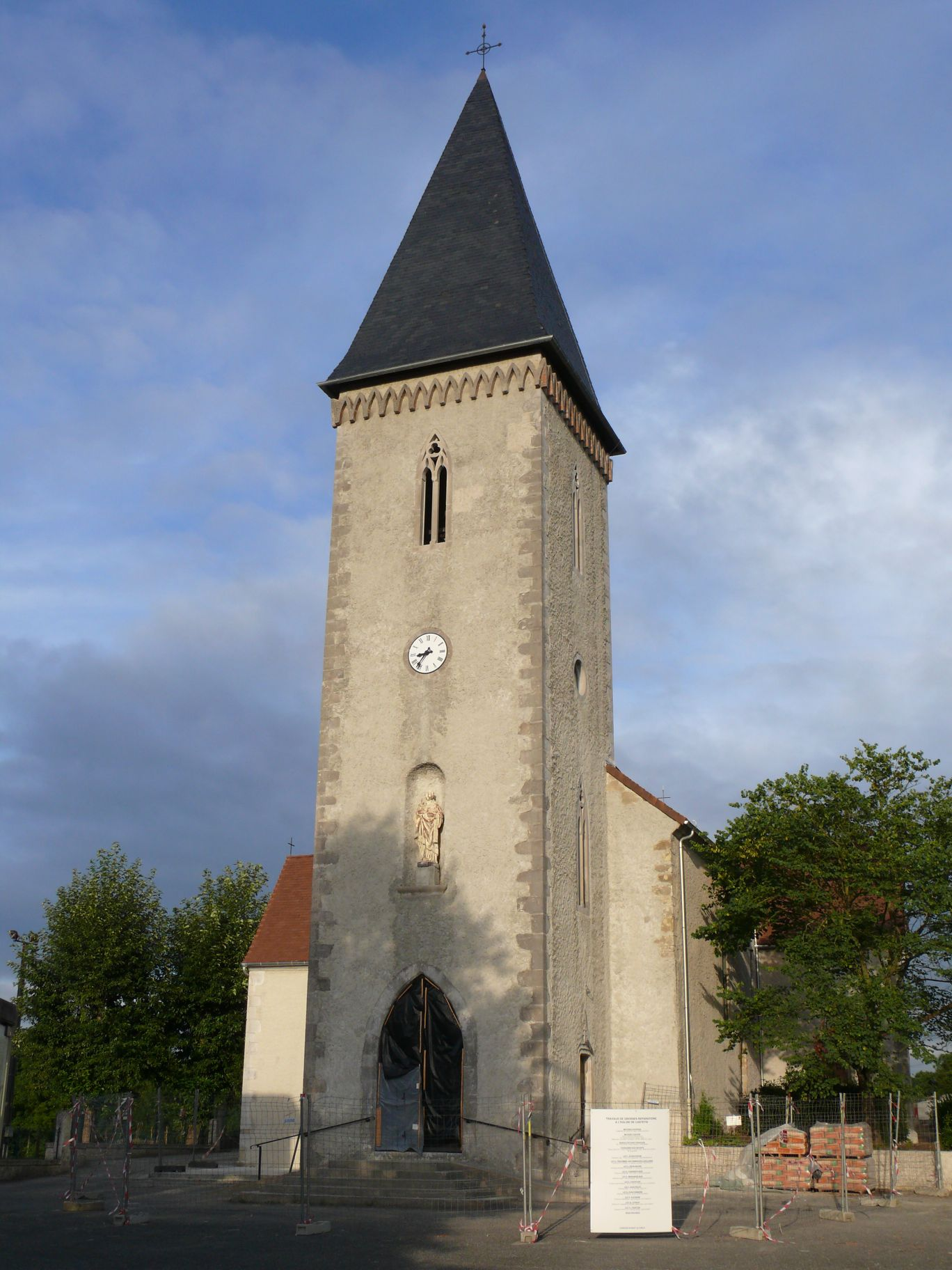
L'église Saint-Laurent

- Église paroissiale Saint-Laurent datant du XIXe siècle[50] :
- Église paroissiale Saint-Jean-Baptiste datant du XXe siècle[51] : cette dernière église fut élevée dans le quartier Noarrieu à côté de la chapelle existante dont il reste aujourd'hui une stèle à l'emplacement de l'ancien autel dans le cimetière. Cette église est fermée.

#### Lieux
La Saligue aux oiseaux est une zone relictuelle des saligues des gaves béarnais, zone aquatique qui dispose 25 hectares environ de surface. Celle-ci est située sur les communes de Biron et de Castétis, permet d'observer de nombreuses espèces d'oiseaux à l'état sauvage.